# Homalanthus fastuosus
Homalanthus fastuosus är en törelväxtart som först beskrevs av Jean Jules Linden, och fick sitt nu gällande namn av Fern.-vill.. Homalanthus fastuosus ingår i släktet Homalanthus och familjen törelväxter. Inga underarter finns listade i Catalogue of Life.